# Josep Maria Quadrado Nieto
Josep Maria Quadrado Nieto (Ciutadella de Menorca, 14 de juny de 1819 - Palma, 6 de juliol de 1896) fou un apologista catòlic, arxiver, periodista i historiògraf menorquí.

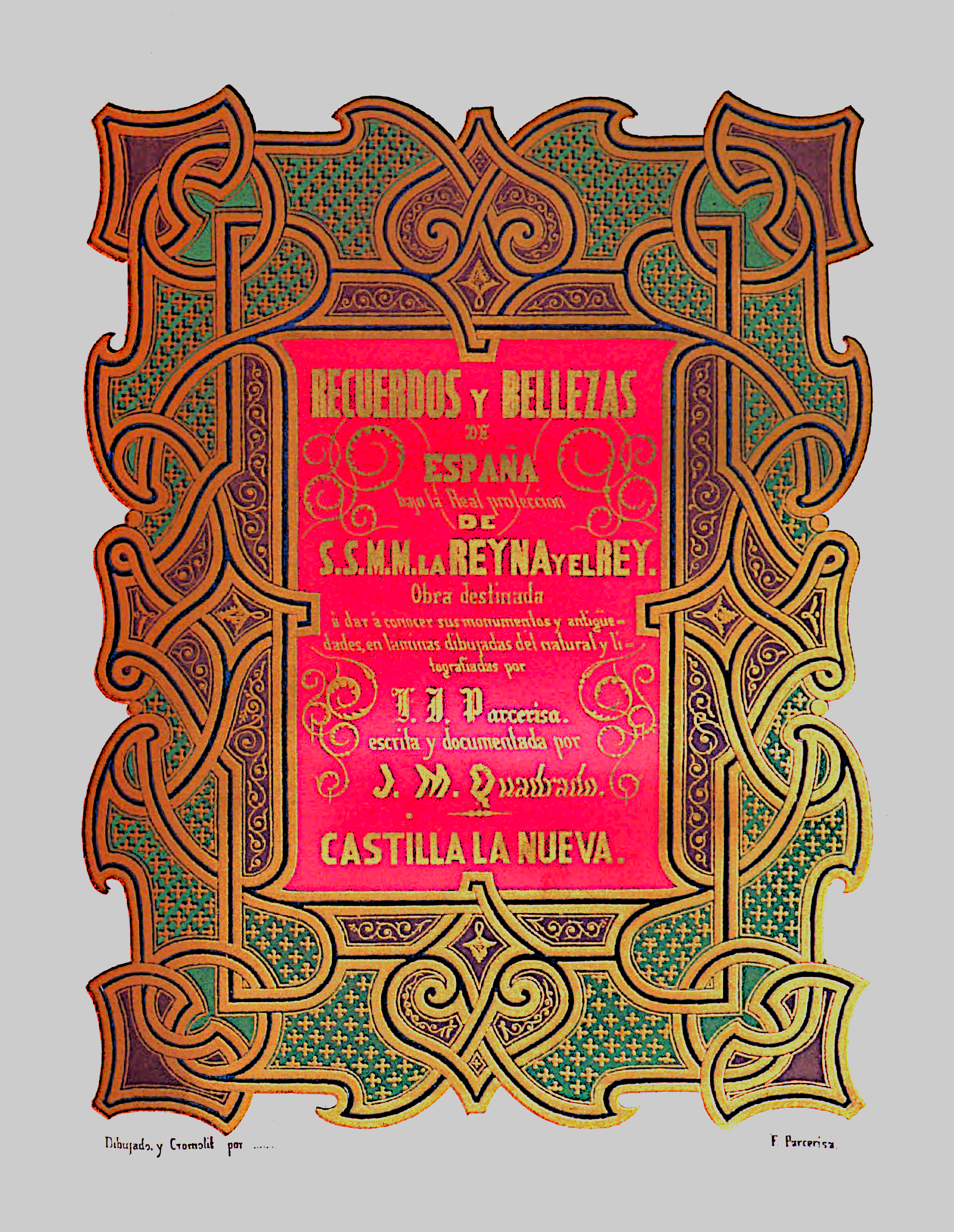
Portada de Recuerdos y bellezas de España. Castilla La Nueva (1853).

L'any 1840 va dirigir La Palma (setmanari d'història i literatura) i 4 anys més tard La Fe (revista religiosa, política i literària), ambdues a Palma. L'any 1845 va redactar a Madrid El Conciliador i el 1846 va col·laborar amb Jaume Balmes durant un temps en El Pensamiento de la Nación.
Va col·laborar escrivint alguns textos en Recuerdos y Bellezas de España, el "viatge pintoresc" del litògraf Francesc Xavier Parcerisa, publicat en fascicles entre 1839 i 1865.